# Stone County, Arkansas
Stone County är ett administrativt område i delstaten Arkansas, USA. År 2010 hade countyt 12 394 invånare. Den administrativa huvudorten (county seat) är Mountain View.

## Geografi
Enligt United States Census Bureau har countyt en total area på 1 577 km². 1 569 km² av den arean är land och 8 km² är vatten. 

### Angränsande countyn
- Baxter County - nordväst
- Izard County - nordöst
- Independence County - öst
- Cleburne County - syd
- Van Buren County - sydväst
- Searcy County - väst

### Städer och samhällen
- Fifty-Six
- Mountain View (huvudort)